# Gordanne
Cet article concerne la rivière. Pour le domaine bâti homonyme, voir La Gordanne.
 (juillet 2014).
La Gordanne est un cours d'eau situé sur le territoire du canton de Vaud, en Suisse.

## Hydronymie
Le ruisseau trouve l'origine de son nom dans un emprunt à l'ancien français gord qui désigne une « partie d'un cours d'eau aménagée pour que le courant n'y soit pas trop rapide. » L'origine du mot en ancien français remonte probablement à une origine gauloise avec le radical *gorto signifiant « trou d'eau ». La deuxième partie est formée du suffixe -anne qui fait référence à un cours d'eau. Cette forme vient du latin onnum issu du nom gaulois onno signifiant « fleuve » et ayant évolué pour désigner tout cours d'eau.

## Géographie
Le ruisseau prend sa source au lieu-dit Grande Gordanne sous la ligne de chemin de fer Lausanne – Genève à une altitude de 417 m. Tout au long de son parcours, il sert de limite entre les communes de Féchy sur sa rive droite et Allaman sur sa rive gauche. Il coule dans un petit vallon boisé de 615 m de long. Il afflue de l'Eau Noire en un tripoint entre les communes de Féchy, Allaman et Perroy.